# Cohors
A cohors Caius Marius hadseregreformja után kialakuló köztársaságkori római hadrendi egység. A legio felosztásának első egysége, egy legióban tíz cohorsot alakítottak ki. A cohorsban hat, egyenként 80 fős centuria volt, így a teljesen feltöltött legio Mariustól kezdve 4800 főből állt. A cohors a manipulust váltotta fel, ettől kezdve néha a két centuriából álló, tehát egyharmad cohorsnyi egységet nevezték manipulusnak.
A cohors vezetőjéről egyetlen forrás sem emlékszik meg, ezért valószínűsítik, hogy a hat centurio egyike lehetett az egységparancsnok. A tíz cohorsnyi legio három vonalban állt fel, négy-három-három felosztásban. A cohorsok maguk négysoros vonalat alkottak, amelyben a hat centuria egymás mellett állt fel. Így a vonal hossza 120 ember. A cohors azért lehetett manipulatívabb, mint a manipulus, mert minden cohors teljesen azonos felépítésű volt, így bármikor egymás mellé állhattak a harcrendben, vagy akár mélyebben is tagolódhattak és ez nem járt a harcrend felbomlásával.

## Lásd még
- Az ókori Róma helyőrségi csapatai
- legio
- manipulus